# Громовой богомол
«Громовой богомол» (кит. 癲螳螂, англ. The Thundering Mantis, букв. Безумный богомол) — гонконгский фильм с боевыми искусствами режиссёра Тедди Ипа, вышедший в 1980 году.

## Сюжет
Кат, торговец рыбой, выгнан из сельской школы кунг-фу за драку с членами банды Нефритовая Лошадь. Позже он становится другом Чиу Сиуккуая, уличного акробата, и убеждает деда нового друга, Чиу Тунсаня, научить его кунг-фу стиля Кулак Богомола. Все трое изучают кунг-фу до тех пор, пока та же банда не убивает деда, а парня не похищают. А Кат пытается спасти своего друга, но видит как с парнем расправляются. Это вводит Ката в бешенство, он вырывается и мстит похитителям.

## В ролях
| Актёр      | Роль                 |
| ---------- | -------------------- |
| Лён Каянь  | Кат                  |
| Хуан Илун  | Чиу Сиукуай          |
| Чэн Фэн    | Шу Лен               |
| Чинь Ютсан | Чиу Тунсань          |
| Эдди Коу   | Сиу Чёнь             |
| Ли Куань   | торговец рыбой       |
| Ма Цзиньгу | босс в белом костюме |
| Фан Мянь   | Ён Хойвай            |
| Ван Минтай |                      |

## Съёмочная группа
- Компания: East Asia (H.K.) Film Co.
- Исполнительный продюсер: Чау Фуклён
- Режиссёр: Тедди Ип
- Сценарист: Чжан Синьи
- Ассистент режиссёра: Вон Хун
- Постановка боевых сцен: Роберт Тай
- Монтажёр: Вон Чхаукуай, Чён Куок-кхюнь
- Грим: Чжоу Мэйюнь
- Оператор: Чён Такконь
- Композитор: Чау Фуклён